# Potatisknölvävare
Potatisknölvävare (Hilaira nubigena) är en spindelart som beskrevs av Hull 1911. Potatisknölvävare ingår i släktet Hilaira och familjen täckvävarspindlar. Arten är reproducerande i Sverige. Inga underarter finns listade i Catalogue of Life.